# Heinrich Feurstein

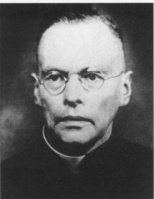
Heinrich Feurstein

Heinrich Karl Joseph Feurstein (* 11. April 1877 in Freiburg im Breisgau; † 2. August 1942 im KZ Dachau) war ein deutscher römisch-katholischer Priester und Kunsthistoriker.

## Leben
Heinrich Feurstein wurde am 11. April 1877 in Freiburg im Breisgau als Sohn eines Goldschmiedes geboren. In Freiburg besuchte er das dortige Berthold-Gymnasium und nach sehr gut bestandenem Abitur die Universität Freiburg zum Studium der Katholischen Theologie. Bereits im Alter von 22 Jahren empfing er die Priesterweihe. Nach seiner ersten Vikarstelle in Tiengen wurde Heinrich Feurstein im September des Jahres 1900 an die Pfarrkirche St. Stephan in Karlsruhe versetzt.
Im Jahre 1901 ließ sich Heinrich Feurstein zum Studium der Volkswirtschaft beurlauben, das er in Freiburg im Oktober 1904 mit der Promotion zum Dr. rer. pol. abschloss. Am 15. Juni 1901 trat Heinrich Feurstein der K.D.St.V. Arminia Freiburg im Breisgau im CV bei und wurde 1902 auch Mitglied der K.D.St.V. Bavaria Berlin (CV), als er im Verlauf des Studiums nach Berlin kam, um „… die in der Reichshauptstadt pulsierende deutsche Arbeiterbewegung aus eigener Anschauung kennen zu lernen.“ Nach zwei Stellen als Pfarrverweser in Achern und Donaueschingen wurde Heinrich Feurstein am 17. Mai an der Pfarrkirche St. Johann Stadtpfarrer von Donaueschingen. Dies blieb er bis zu seiner Verhaftung durch die Gestapo 1942.
Nach dem Stadtbrand von 1908 nahm er obdachlos gewordene in sein Pfarrhaus auf und gründete einen Arbeiterverein und eine Baugenossenschaft zum Bau von Arbeiterfamilienhäusern.
Im Jahre 1914 meldete er sich freiwillig an die Front. Er wollte nicht als Geistlicher hinter der Front sitzen, während „… eine Stunde weiter westlich hunderte ihren letzten Seufzer zum Himmel hauchen…“. Die Auszeichnung mit dem EK II lehnte er ab.
In Donaueschingen wurde er später auch nebenamtlicher Leiter der fürstenbergischen Gemäldegalerie. Dies lenkte seine Studien auf die heimatliche Kirchen- und Kunstgeschichte. Er wurde dadurch als angesehener Fachmann und Autor kunsthistorischer Schriften, u. a. zum Werk des Malers Matthias Grünewald und des Meisters von Meßkirch bekannt.
Heinrich Feurstein hatte sich unter der Herrschaft der Nationalsozialisten für den Erhalt der lateinischen Sprache in der katholischen Liturgie und gegen eine Eindeutschung derselben eingesetzt. Auch hatte er sich wiederholt öffentlich gegen die Ermordung von Behinderten und psychisch Kranken in der sogenannten Aktion T4 der Nationalsozialisten geäußert. Die Beschlagnahme der Kirchenglocken am 7. Dezember 1941 war für ihn wohl ein Auslöser, da er schon am Zweiten Weihnachtsfeiertag 1941 seine Predigt über das Märtyrertum und über die „wegen ihrer Überzeugung aus ihrer Stellung verdrängten Priester und Laien, die in Gefängnissen und Konzentrationslagern schmachten“ hielt. Am Neujahrstag 1942 hielt er seine beiden letzten Predigten, in denen er den Weltkrieg als einzigartigen Hohn auf die Weihnachtsbotschaft verurteilte. Er sprach über Gewissensterror, Kirchenverfolgung, Priesterhass und Klostersturm und endete mit den Worten: „Einmal, wenn das Maß voll ist, wird der Herr der Kirche seine Hand erheben, der Allerheiligste, der nach den Worten der Schrift seine Verfolger tötet mit dem Hauch seines Mundes.“
Feurstein stand seit 1939 unter der Überwachung der Gestapo. Er wurde schließlich nach seiner Neujahrspredigt gegen die Krankenmorde am 7. Januar 1942 von der Gestapo festgenommen, zunächst in Konstanz inhaftiert und am 5. Juni 1942 in den Priesterblock des Konzentrationslagers Dachau verbracht (KZ-Nr. 30594). Dort starb er am 2. August 1942 an den Folgen der unmenschlichen Haftbedingungen. Die Totenfeier wurde am 18. August in Donaueschingen abgehalten.

## Würdigungen
In Donaueschingen wurden die „Heinrich-Feurstein-Schule Förderschule“ und die „Heinrich-Feurstein-Straße“ nach ihm benannt, in Reichenau die „Feursteinstraße“ beim Zentrum für Psychiatrie Reichenau.
Die katholische Kirche hat Pfarrer Heinrich Feurstein im Jahr 1999 als Glaubenszeugen in das deutsche Martyrologium des 20. Jahrhunderts aufgenommen.

## Schriften (Auswahl)
- Lohn und Haushalt der Uhrenfabrikarbeiter des badischen Schwarzwalds. Eine sozioökonomische Untersuchung, Braun, Karlsruhe 1905 (Dissertation).
- Verzeichnis der Gemälde. Fürstlich-Fürstenbergische Sammlungen zu Donaueschingen, 3. Auflage, Donaueschingen 1921. 4. Auflage 1934.
- Zur Deutung des Bildgehaltes bei Grünewald, Filser, Augsburg 1924.
- Die katholische Stadtkirche zum hl. Johannes dem Täufer in Donaueschingen 1724-1924, Danubiana, Donaueschingen 1925.
- Matthias Grünewald, Verlag der Buchgemeinde, Bonn 1930.
- Der Meister von Messkirch im Lichte der neuesten Funde und Forschungen, Urban-Verlag, Freiburg im Breisgau 1933
- Die Beziehungen des Hauses Fürstenberg zur Residenz- und Patronatspfarrei Donaueschingen von 1488 bis heute. In Regesten dargestellt. Mory, Donaueschingen 1939.